# Shenzhou 12

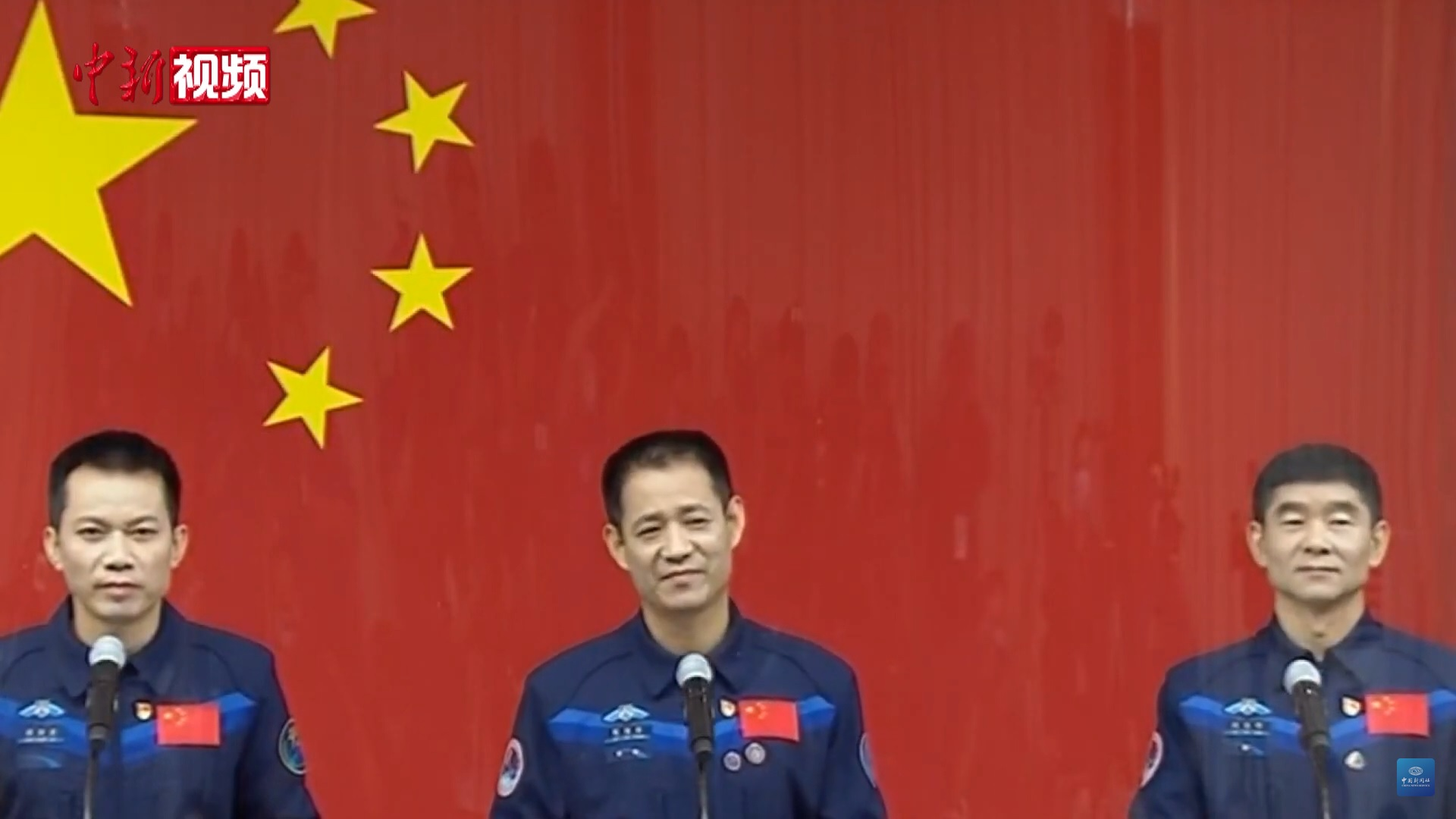
Bemanningsleden Shenzhou 12

Shenzhou 12 (Chinees: 神舟十二號 / 神舟十二号, Hanyu pinyin: Shénzhōu Shí’èr Hào) was de eerste bemande vlucht naar het nieuwe Chinees Tiangong ruimtestation. Het was de twaalfde lancering van een Shenzhou-capsule en de zevende keer dat deze met een bemanning vloog. De bemanning bestond uit drie taikonauten, allen Chinezen. 

## Bemanning
| Positie           | Ruimtevaarder                      |
| ----------------- | ---------------------------------- |
| Commandant        | Nie Haisheng, CNSA 3e ruimtevlucht |
| Flight Engineer 1 | Liu Boming, CNSA 2e ruimtevlucht   |
| Flight Engineer 2 | Tang Hongbo, CNSA 1e ruimtevlucht  |

## Lancering
De vlucht werd op 17 juni 2021 om 01:22 UTC vanaf Lanceerbasis Jiuquan gelanceerd met een Lange Mars 2F-raket en duurde op de dag af drie maanden met een verblijf van 90 dagen in het ruimtestation. Zo’n zes uur na de lancering werd bij de Tiangong aangekoppeld.

## Missieverloop
De bemanning was vooral als kwartiermakers bezig en heeft daarbij diverse ruimtewandelingen uitgevoerd om de Tianhe, de eerste module van het ruimtestation klaar te maken voor gebruik en de koppeling van volgende modules. Daarom werden voor deze missie twee ervaren ruimtevaarders geselecteerd. Op 17 september 2021 keerde de capsule terug op Aarde.

## Volgende missie
De volgende bemanning vloog in oktober 2021 met Shenzhou 13 naar het Tiangong ruimtestation.
Ruimtevaartuig: Shenzhou · Tianzhou

Onbemand: Shenzhou 1 · Shenzhou 2 · Shenzhou 3 · Shenzhou 4 · Shenzhou 8

Bemand afgerond: Shenzhou 5 · Shenzhou 6 · Shenzhou 7 · Shenzhou 9 · Shenzhou 10 · Shenzhou 11 · Shenzhou 12 · Shenzhou 13 · Shenzhou 14 · Shenzhou 15 · Shenzhou 16 · Shenzhou 17 · Shenzhou 18

Bemand bezig: Shenzhou 19

Bemand gepland: Shenzhou 20 · Shenzhou 21

Gerelateerd: Tiangongprogramma · Tiangong 1 · Tiangong 2 · Tiangong ruimtestation · Lijst van bemande expedities naar het ruimtestation Tiangong · Lange Mars (raketfamilie) · Lanceerbasis Jiuquan